# Związek gmin Teinachtal
Związek gmin Teinachtal – związek gmin (niem. Gemeindeverwaltungsverband) w Niemczech, w kraju związkowym Badenia-Wirtembergia, w rejencji Karlsruhe, w regionie Nordschwarzwald, w powiecie Calw. Siedziba związku znajduje się w mieście Bad Teinach-Zavelstein, przewodniczącym jego jest Werner Krauss.
Związek zrzesza dwa miasta i jedną gminę wiejską:
- Bad Teinach-Zavelstein, miasto, 2 953 mieszkańców, 25,10 km²
- Neubulach, miasto, 5 532 mieszkańców, 24,69 km²
- Neuweiler, 3 112 mieszkańców, 51,30 km²